# Mikkajaure
Mikkajaure är en sjö i Arjeplogs kommun i Lappland och ingår i Piteälvens huvudavrinningsområde.